# گرادیشته (مروشینا)
گرادیشته (به صربی: Gradište) یک منطقهٔ مسکونی در صربستان است که در مروشینا واقع شده‌است.